# Dysapura
Dysapura is een geslacht van vlinders van de familie visstaartjes (Nolidae), uit de onderfamilie Chloephorinae.

## Soorten
- D. xanthosticha Turner, 1936